# Bigarello
Bigarello är en tidigare kommun vars huvudort var Gazzo i kommunen San Giorgio di Mantova i provinsen Mantua i regionen Lombardiet i Italien. 
Bigarello upphörde som kommun den 1 januari 2019 och uppgick i kommunen San Giorgio di Mantova och namnet ändrades till San Giorgio Bigarello. Den tidigare kommunen hade 2 127 invånare (2018).